# Агнесса Ассизская
Святая Агнесса Ассизская (итал. Agnese d’Assisi; 1197/8, Ассизи — 16 ноября 1253, там же) — младшая сестра Клары Ассизской и одна из первых аббатис Ордена клариссинок.
День памяти — 16 ноября.

## Биография
Младшая дочь графа Фавароне Скифи и его жены Ортоланы (которая позже присоединится к дочерям в монастыре). При рождении её, вероятно, нарекли Катериной; принеся монашеские обеты, она взяла имя Агнесса. Двоюродный брат Руфино Скифи был одним из первых «трёх спутников» Франциска Ассизского. Агнесса провела детство в отцовском дворце в Ассизи и в его замке на горе Субазио.
18 марта 1212 года её старшая сестра Клара, вдохновлённая проповедями Франциска, сбежала из дома, чтобы стать его последовательницей. Спустя шестнадцать дней Агнесса последовала за сестрой в церковь Святого Анджело-ди-Панзо, также решив жить в бедности и покаянии. Вне себя от ярости из-за потери двух дочерей, граф послал своего брата Мональдо с несколькими родственниками и вооружённым людьми в монастырь, чтобы вернуть Агнессу домой.

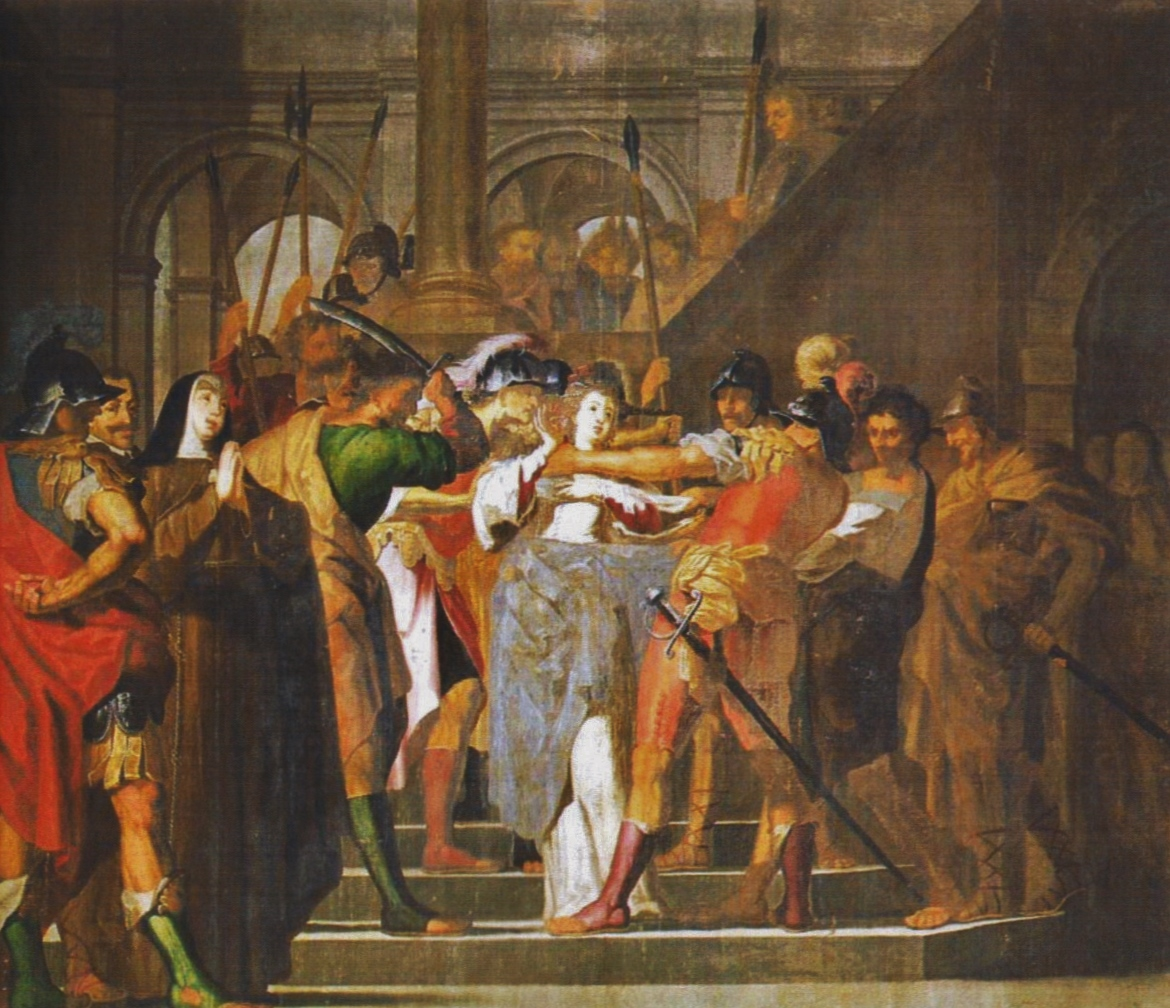
Прибытие святой Агнессы Ассизской в монастырь. Антонио де Оливейра Бернардес, 1697 г.

Они вытащили Агнессу из монастыря за волосы, нанося побои. Вдруг тело девушки налилось такой тяжестью, что нападавшим пришлось бросить её на ближайшем поле. Осознав, что девушка под божественной защитой, они позволили сёстрам остаться вместе. Тогда сам Франциск выбрил ей тонзуру и выдал монашеские одежды.
Франциск позже основал монастырь для Клары и Агнессы в сельской часовне Сан-Дамиано, где к сёстрам вскоре присоединились и другие аристократки города. С этого начался Орден клариссинок, с самой Кларой в качестве первой аббатисы. В 1221 году группа бенедиктинских монахинь из Монтиселли недалеко от Флоренции попросили принять их в орден, и Агнессу отправили возглавить новую общину. Хотя жизнь на флорентийском монастыре была полна умиротворения, она очень скучала по сестре.
Агнесса продолжила основывать другие общины ордена, в том числе а Мантуе, Венеции и Падуе. Она славилась добродетельностью, и как аббатиса была добра к сёстрам.
В 1253 году Агнесса вернулась в Ассизи, чтобы ухаживать за больной Кларой. Клара Ассизская скончалась 11 августа 1253 года, а через три месяца, 16 ноября, умерла и Агнесса. Она была похоронена вместе с сестрой в базилике Святой Клары в Ассизи.